# František Němec (agrární politik)
František Němec (5. dubna 1860 Otradice – 22. listopadu 1930 tamtéž) byl český a československý politik a poslanec Revolučního národního shromáždění za agrárníky.

## Biografie
Politicky aktivní byl již za Rakouska-Uherska. Koncem 19. století se jako poslanec Moravského zemského sněmu zmiňuje coby jeden z iniciátorů vzniku zimní hospodářské školy v Náměšti nad Oslavou. Zvolen sem byl v zemských volbách roce 1896 za kurii venkovských obcí, obvod Moravské Budějovice, Hrotovice, Náměšť nad Oslavou. Mandát zde obhájil v zemských volbách roce 1902.
V zemských volbách na Moravě roku 1906 kandidoval za Lidovou stranu na Moravě (moravští mladočeši) v obvodu venkovských okresů Třebíč a Náměšť nad Oslavou. Zmiňován je tehdy coby starosta Otradic. Ve volbách roku 1907 je uváděn jako kandidát na rakouskou Říšskou radu v obvodu venkovských obcí okresů Třebíč, Náměšť nad Oslavou, Moravské Budějovice a Jemnice, nyní již za agrární stranu. V obou těchto volebních soubojích ho ale porazil katolický kandidát Arnošt Tvarůžek.
Ve volbách do Říšské rady roku 1911 ovšem již byl úspěšný a stal se poslancem Říšské rady (celostátní parlament), kam byl zvolen za český okrsek Morava 26. Usedl do poslanecké frakce Klub českých agrárníků. Ve vídeňském parlamentu setrval do zániku monarchie. V roce 1913 se neúspěšně pokoušel znovu dostat na Moravský zemský sněm.
V říjnu 1918 se stal členem Národního výboru v Náměšti nad Oslavou. Je tehdy uváděn jako rolník z Otradic.
Od roku 1918 zasedal v československém Revolučním národním shromáždění za Republikánskou stranu československého venkova (později Republikánská strana zemědělského a malorolnického lidu). Mandát nabyl v listopadu 1918. Byl profesí rolníkem.
Zemřel 22. listopadu 1930 na karcinom žaludku.